# Station Wetheral
Wetheral is een spoorwegstation van National Rail in Wetheral, Carlisle in Engeland. Het station is eigendom van Network Rail en wordt beheerd door Northern Rail. 